# Vajgelija
Vajgelija (vajgela, lat. Weigela) je rod grmova ružičastih cvjetova koji spada u porodicu Caprifoliaceae, (kozokrvnice). Prirodno stanište joj je Kina, Koreja te Japan. Jedanaest priznatih vrsta. Koristi se u hortikulturi. 

## Ime
Rod je dobio ime po njemačkom profesoru botanike Christianu Ehrenfriedu Weigelu.

## Opis
Listopadni grm visine do najviše 4 metra. W. florida, obična ili mnogocvjetna vajgela, česta je kao dekorativna biljka po parkovima i dvorištima.

## Vrste
1. Weigela coraeensis Thunb.[3]
2. Weigela decora (Nakai) Nakai[3]
3. Weigela floribunda (Siebold & Zucc.) K.Koch[3]
4. Weigela florida (Bunge) A.DC.[3]
5. Weigela × fujisanensis (Makino) Nakai[3]
6. Weigela hortensis (Siebold & Zucc.) K.Koch[3]
7. Weigela japonica Thunb.[3]
8. Weigela maximowiczii (S.Moore) Rehder[3]
9. Weigela middendorfiana (Carrière) K.Koch[3]
10. Weigela sanguinea (Nakai) Nakai[3]
11. Weigela suavis (Kom.) L.H.Bailey[3]
12. Weigela subsessilis (Nakai) L.H.Bailey[3]

## Vanjske poveznice
- Weigela florida theplantlist.org